# Mario Aspa
Mario Aspa (Messina, 1799 – Messina, 17 de desembre de 1868) fou un compositor italià.
Alumne de Niccolò Antonio Zingarelli a Nàpols, va compondre 42 òperes. No és segur que durant un cert temps exercis l'ensenyança a Nàpols on es diu que entre els seus alumnes tingué a G. Persiani.

## Òperes
- I due savojardi, Nàpols, 4 de març de 1838
- Paolo e Virginia, Roma, 29 d'abril de 1843
- Il muratore di Napoli, Nàpols, 16 d'octubre de 1850
- Pietro di Calais, Messina, 6 de març de 1872